# Atom (bok)
Atom: An Odyssey from the Big Bang to Life on Earth...and Beyond är en bok av den amerikanske teoretiska fysikern Lawrence Krauss som publicerades 2001. I boken diskuterar Krauss om syreatomen, en av de primära atomerna i Big Bang. Krauss förklarar för läsaren hur syre atomen har påverkat våra liv och hela universum, från supernovor och stjärndamm, till stjärnor och solsystem, och slutligen till delar av levande celler. År 2002 vann Krauss Science Writing Award för boken.